# Peter Stampfel
Peter Stampfel (29 de octubre de 1938; Wauwatosa, Wisconsin) es un cantautor y músico estadounidense de folk, intérprete de violín tradicional.
Stampfel es quizás más conocido por ser miembro de The Holy Modal Rounders, una banda de folk psicodélico que fundó con Steve Weber a principios de la década de 1960. Durante un breve periodo fue miembro de The Fugs y ha sido el líder de varios proyectos musicales, incluyendo The Bottlecaps y WORM All-Stars. Ha interpretado con artistas como They Might Be Giants, The Roches, Yo La Tengo, Bongwater, Jeffrey Lewis, Michael Hurley, Baby Gramps y Loudon Wainwright III.

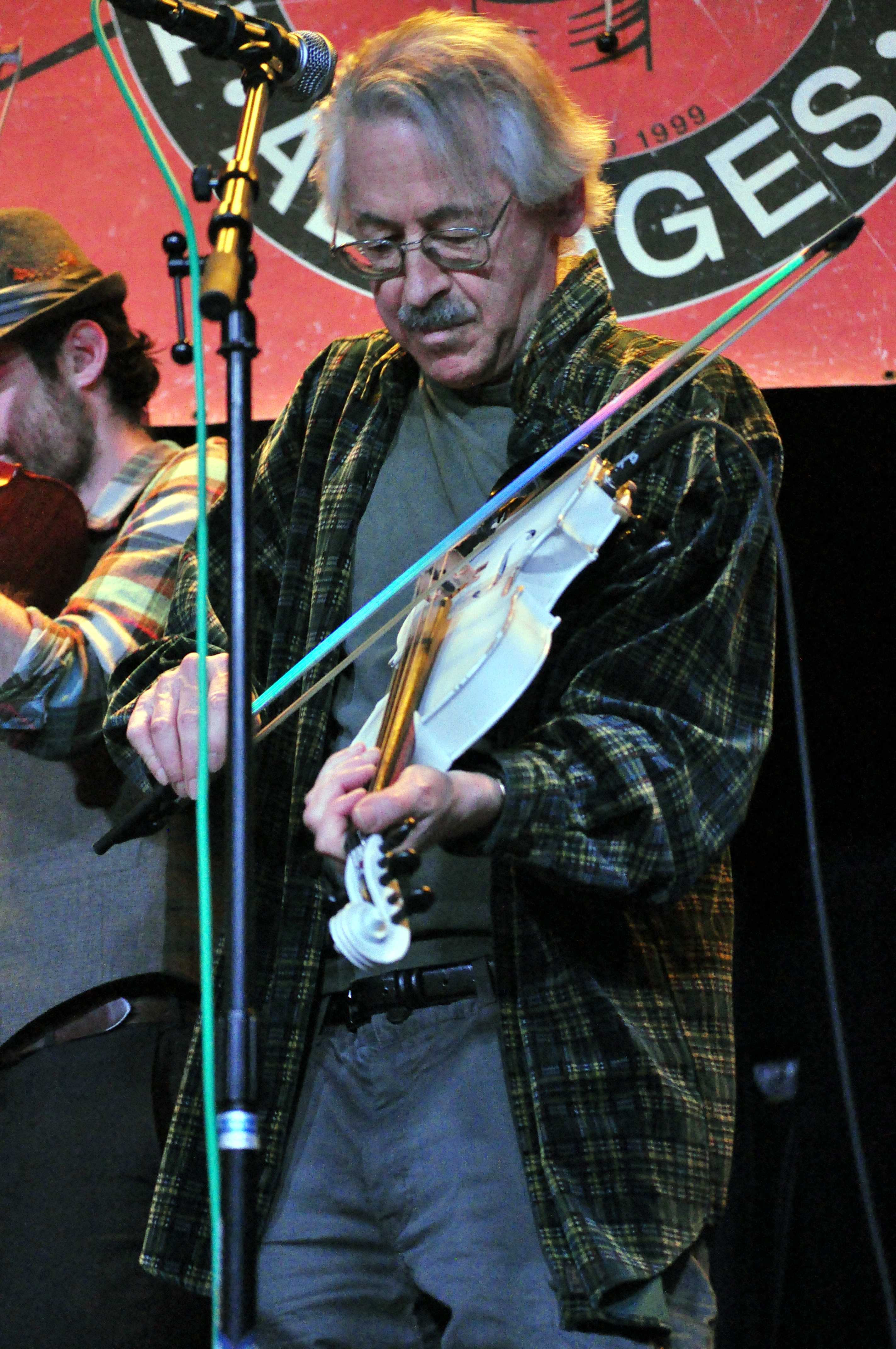
Stampfel en 2012

## Discografía
| En solitario - May 1994 Hello CD of the Month (1994) - You Must Remember This... (1995) - Dook of the Beatniks (2010) - Better Than Expected (2014) - Holiday For Strings (2016) - The Cambrian Explosion (2017) - The Ordovician Era (2019) Holy Modal Rounders - The Holy Modal Rounders (1964) - The Holy Modal Rounders 2 (1965) - Indian War Whoop (1967) - The Moray Eels Eat The Holy Modal Rounders (1968) - Good Taste Is Timeless (1971) - Alleged in Their Own Time (1975) - Last Round (1978) - Going Nowhere Fast (1981) - Too Much Fun! (1999) | con The Bottlecaps - Peter Stampfel & the Bottlecaps (1986) - People's Republic of Rock 'n' Rol (1989) - The Jig Is Up (2004) con Zoë Stampfel - Ass in the Air (2010) con Baby Gramps - Outertainment (2010) con Jeffrey Lewis - Come On Board (2011) - Hey Hey, it's... The Jeffrey Lewis & Peter Stampfel Band (2013) - Have Moicy 2: The Hoodoo Bash (2015) con Luke Faust - Wendigo Dwain Story (2011) con The Unholy Modal Rounders and others - Have Moicy! (1976) con The WORM All-Stars - A Sure Sign of Something (2011) |